# Război biologic
Războiul biologic reprezintă folosirea toxinelor sau agenților infecțioși precum bacterii, viruși, fungi, etc. ca armă cu intenția de a ucide oameni, animale sau plante.

Simbol pentru pericol biologic

Forme rudimentare de arme biologice au fost utilizate de-a lungul istoriei. Multe exemple sunt înregistrate din antichitate.  În secolul 6-lea î.Hr., asirienii au otrăvit fântâni inamice cu o  ciupercă, care le cauza delir inamicilor. În 184 î.Hr., Hannibal a adus din  Cartagina vase de lut pline cu șerpi veninoși și  i-a instruit pe soldații săi să arunce oalele pe punțile de nave Pergamene.
Cronicile istorice din Europa medievală detaliază  utilizarea carcaselor de animale infectate, de către mongoli, turci și alte grupuri, pentru a infecta aprovizionarea  apei inamicilor. Înainte de epidemia de ciumă bubonică cunoscută sub numele de Moartea Neagră, mongolii și turcii  au catapultat cadavre contaminate în orașe asediate. Ultimul incident cunoscut de folosirea cadavrelor contaminate cu ciumă în scopuri de război biologic a avut loc în 1710, când forțele rusești i-au atacat pe suedezi în asediul zidurilor orașului Reval (Tallinn).
Înainte de secolul al XX-lea:
- Otrăvirea alimentelor și apei cu substanțe infecțioase
- Utilizarea microorganismelor, toxinelor sau animalelor moarte sau vii, dar contaminate, ca arme
- Contaminarea țesăturilor și hainelor

După secolul al XX-lea:
- agenți bacteriali: Anthrax, Brucella, Tularemia, etc.
- agenți virali: Variolă, febra virală hemorrhagică, HIV-SIDA, etc.
- Toxine: Botulinum, Ricin, etc.

## Istorie

### Antichitate
Asirienii otrăveau puțurile inamicilor cu o ciupercă ce le cauza delir inamicilor ce beau.
Potrivit poemelor lui Homer despre războiul troian legendar, Iliada și Odiseea, sulițe și săgeți au fost stropite cu otravă. În timpul primului război  din Grecia, în aproximativ 590 î.Hr., Atena și Liga Amphictionica au otrăvit  alimentarea cu apă a orașului asediat  Kirrha (lângă Delphi) cu o plantă toxică.  În secolul al IV-lea î.Hr. arcașii sciți au tras cu săgeți unse cu venin de șarpe, sânge uman, și fecale de animale pentru ca rănile victimelor să se infecteze.
Într-o luptă navală împotriva regelui Eumenes de Pergam, în 184 î.Hr., Hannibal din Cartagina a adus vase de lut umplute cu șerpi veninoși și i-a instruit pe marinarii săi să le  arunce pe punțile navelor inamice. Comandantul roman Manius Aquillius a otrăvit fântânile când a asediat orașele inamice în 130 î.Hr. În anul 198, orașul part  Hatra (lângă Mosul, Irak) a respins armata romană condusă de Septimius Severus aruncând vase de lut pline cu scorpioni vii spre  ei.
Există numeroase cazuri  utilizării de alte toxine vegetale, veninuri și de alte substanțe otrăvitoare pentru a crea arme biologice în antichitate.

### Evul Mediu
Imperiul Mongol a stabilit legături comerciale și politice între zonele de est și vest ale lumii, prin armata cea mai mobilă văzută vreodată. Armatele, formate din călători care se deplasau  în cel mai rapid care s-au mutat din stepele din Asia de Est (în cazul în care ciuma bubonică a fost și rămâne endemică printre rozătoare mici), a reușit să mențină șirul de contaminare, fără  pauză până au infectat și popoarele și rozătoarele din Europa. Moartea Neagră a ucis aproximativ o treime din populația Europei în următoarele decenii, schimbând cursul istoriei asiatice și europene.
În timpul Evului Mediu, victime ale ciumii bubonice au fost folosite pentru atacuri biologice, de multe ori prin azvârlirea cu cadavrele infectate și excrementele peste zidurile castelului folosind catapulte. În 1346, în timpul asediului de la Kafa (acum Feodosia, Crimeea)  forțele tătărești, care au fost subjugate de către Imperiului Mongol, ale Hoardei de Aur,  au murit de ciumă. Un focar de ciumă a urmat și  forțele de  apărare s-au retras, urmată de cucerirea orașului de către mongoli. Acesta a fost speculat că această operațiune ar fi fost responsabilă pentru apariția Morții Negre în Europa. În timp, atacatorii au crezut că mirosul a fost de ajuns să-i omoare, deși  boala a fost mortală.
La asediul de Thun-l'Évêque în 1340, în timpul Războiului de 100 de Ani, atacatorii au catapultat animale descompuse spre orașul asediat.
În 1422, în timpul asediului de la Castelul Karlštejn din Boemia, atacatorii husiți au  utilizat catapulte pentru a arunca morți,organe și bălegar spre ziduri.
Ultimul incident cunoscut de folosirea cadavrelor contaminate cu ciumă ca  arme biologice a avut loc în 1710, când forțele rusești au atacat suedezii, azvârlind cadavrele  de zidurile orașului Reval (Tallinn). Totuși, în timpul asediului 1785 din Calle La, forțele tunisiene au aruncat cu haine contaminate în oraș. 
Arcașii englezi, băgau săgețile în pământ și trăgeau în inamici, cu speranța ca aceștia să se infecteze.

### Epoca modernă
Armata britanică, cel puțin o dată a încercat să folosească variola ca o armă, atunci când au oferit  pături contaminate,  în timpul războiului Pontiac(1763-1766). Sunt suspectați, dar nu s-a confirmat, că războiul biologic a fost folosit împotriva indienilor.

## Vezi și
- Bioterorism
- Război asimetric
- Război chimic
- Rezistența la antibiotice
- Teoria conspirației privind SIDA